# Противочумная служба России
Противочумная служба России Роспотребнадзора — сеть специализированных учреждений здравоохранения, предназначенных для научно-практического обеспечения государственного санитарно-эпидемиологического надзора за защищенностью населения РФ от возникновения и распространения заболеваний чумой, а также в области санитарной охраны территории России, профилактики особо опасных и природно-очаговых инфекционных болезней, в том числе вирусной этиологии. В частности, проводятся регулярные обсервации эндемичных по чуме местностей с целью предотвращения случаев заболевания чумой, а также изучение циркулирования чумного микроорганизма в его природных носителях (сусликах, тарбаганах и др.). Кроме того, важной функцией противочумной службы России является предотвращение завоза болезни из неблагополучных по чуме стран, среди которых — Казахстан, Китай и Монголия, то есть страны, непосредственно граничащие с Россией.

## История

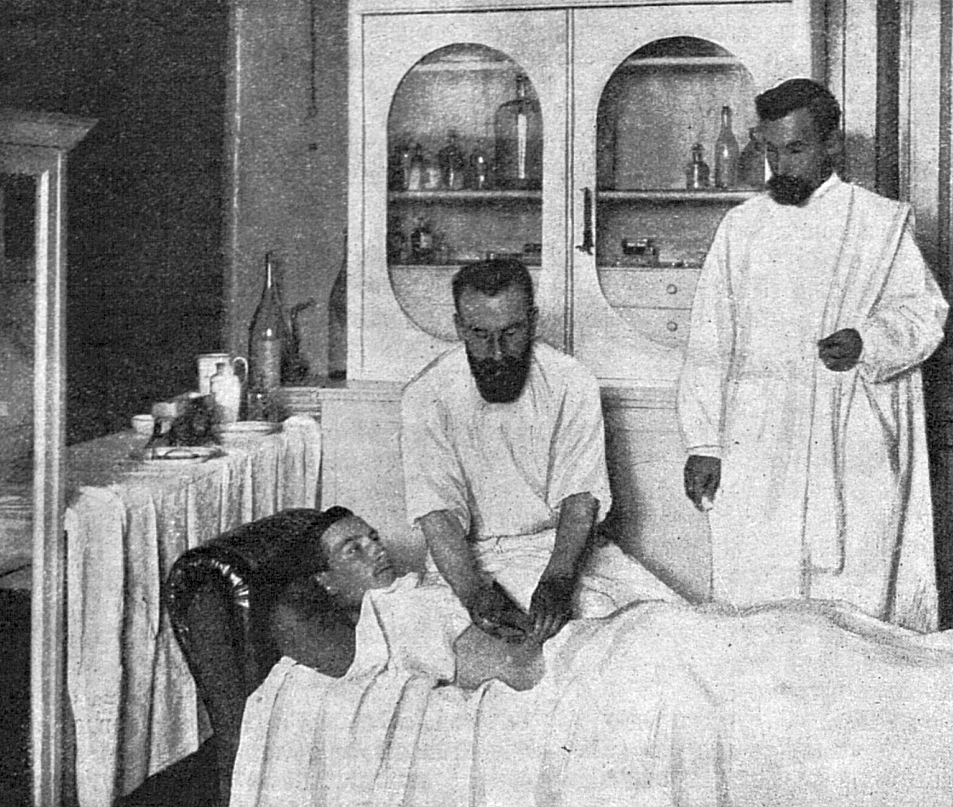
Первая противочумная прививка в Санкт-Петербурге. На снимке изображён момент прививки доктором медицины В. М. Тылинским лимфы Хавкина молодому фельдшеру Александру Каткову. 1 сентября 1910 года

После открытия чумного микроорганизма Александром Йерсеном в 1894 году окончательно определились пути борьбы с чумой, началось активное её исследование. Противочумная лаборатория Д. К. Заболотного, находившаяся на Аптекарском острове в Санкт-Петербурге, в 1899 году ввиду её опасности для города была перенесена в изолированный форт «Император Александр I» на острове Котлин, была создана «Особая лаборатория по заготовлению противо-бубонночумных препаратов ИИЭМ». Здесь разрабатывались противочумные вакцины и сыворотки.
После революции часть оборудования и культуры возбудителя были перевезены в Саратов, на тогдашнюю окраину страны, где осенью 1918 года на базе кафедры микробиологии Саратовского университета был создан Краевой институт микробиологии и эпидемиологии Юго-Востока РСФСР, впоследствии — будущий институт «Микроб» (Научно-исследовательский институт микробиологии и эпидемиологии Юго-Востока СССР (Саратов)). В январе 1920 года институт получил устав Наркомздрава, в соответствии с которым он приобрел статус краевого государственного учреждения, полностью независимого от университета. Быстрое становление института было обусловлено острой необходимостью борьбы с эпидемиями чумы и холеры, бушевавшими в стране после гражданской войны.
В 1934 году были созданы ещё два научно-исследовательских противочумных института (НИПЧИ): в Ростове и Иркутске (после войны появились еще три — Среднеазиатский, в Волгограде и Ставрополе), а также более двадцати противочумных станций (ПЧС). Головной организацией являлся институт «Микроб». В 1930—1980-х годах противочумная служба СССР не только проводила исследования Yersinia pestis (и других возбудителей особо опасных инфекций) и производила сыворотки и вакцины, но и вела активную практическую деятельность по мониторингу старых («спящих») природных очагов чумы и выявлению новых. С этой целью почти ежегодно проводились полевые экспедиции, в ходе которых отлавливались суслики и сурки-тарбаганы и проводились бактериологические исследования. Разумеется, проводится контроль и над другими зоонозными инфекциями (туляремия и пр.).
История противочумной службы России связана с такими выдающимися личностями, как Д. К. Заболотный, М. П. Покровская, Н. И. Николаев, Б. Л. Черкасский, И. В. Домарадский, Ю. Г. Сучков, Г. Д. Островский, К. А. Кузнецова, П. П. Тарасов и многие другие.

## Современное состояние
Российских чумологов особо беспокоит отсутствие мониторинга очагов в Чечне и Ингушетии.
Тем не менее, работа системы продолжается. По состоянию на 2013 г. в противочумную службу России входили следующие подразделения:
- Российский научно-исследовательский противочумный институт «Микроб» (Саратов);
- Противочумный центр Роспотребнадзора (Москва);
- Волгоградский научно-исследовательский противочумный институт (референс-центр по ЛЗН, сапу, мелиоидозу, глубоким микозам);
- Иркутский научно-исследовательский противочумный институт Сибири и Дальнего Востока (референс-центр по природно-очаговым болезням);
- Ростовский-на-Дону научно-исследовательский противочумный институт (референс-центр по холере);
- Ставропольский научно-исследовательский противочумный институт (референс-центр по сибирской язве, бруцеллёзу, КГЛ);
- Алтайская противочумная станция (Горно-Алтайск);
- Астраханская противочумная станция;
- Дагестанская противочумная станция (Махачкала);
- Кабардино-Балкарская противочумная станция (Нальчик);
- Приморская противочумная станция (Уссурийск);
- Причерноморская противочумная станция (Новороссийск);
- Северо-Западная противочумная станция (Санкт-Петербург);
- Северо-Кавказская противочумная станция (Ростов-на-Дону);
- Тувинская противочумная станция (Кызыл);
- Хабаровская противочумная станция;
- Читинская противочумная станция;
- Элистинская противочумная станция (Элиста).
- Крымская противочумная станция (Симферополь)

## Функции «Микроба»
ФКУЗ РосНИПЧИ «Микроб» (директор — доктор медицинских наук, профессор Кутырев, Владимир Викторович, академик РАМН) как фактически головная организация противочумной системы России, выполняет следующие функции:
- организация и координация научно-исследовательских разработок Федеральной Службы Роспотребнадзора и РАМН по санитарно-эпидемиологической охране территории Российской Федерации в рамках Координационного научного совета;

- обеспечение деятельности Координационного Совета по проблемам санитарной охраны территории СНГ;

- комплексное научно-методическое и практическое обеспечение профилактических и противоэпидемических мероприятий, направленных на поддержание эпидемиологического благополучия населения Российской Федерации по чуме и другим особо опасным инфекциям;

- послевузовское, дополнительное профессиональное образование; подготовка и аттестация кадров высшей квалификации и функционирование диссертационных советов;

- разработка, лицензированное производство сертифицированных медицинских иммунобиологических препаратов (МИБП) и обеспечение ими учреждений Федеральной Службы Роспотребнадзора, МЧС, Минобороны и других ведомств;

- ведение Государственной коллекции микроорганизмов I—II групп патогенности;

- обеспечение деятельности Центра по генной диагностике особо опасных инфекционных заболеваний.

Кроме того, РосНИПЧИ «Микроб» является референс-центром по чуме и особо опасным бактериальным инфекциям, а также оказывает коммерческие услуги населению (анализы и пр.).